# Merevmellű sisakteknős
A merevmellű sisakteknős (Pelomedusa subrufa) a hüllők (Reptilia) osztályába és a teknősök (Testudines) rendjébe és a sisakteknősfélék (Pelomedusidae) családjába tartozó Pelomedusa nem egyetlen faja.

## Előfordulása
Afrika Szahara alatti területeken, valamint Madagaszkár folyóiban és patakjaiban honos.

## Megjelenése
Testhossza 15-18 centiméter, testtömege a 2 kilogramm.

## Életmódja
Elsősorban húsevők, férgek, tücskök, halak a kedvencei, de gyakorlatilag mindent megeszik.